# Molnár Antal (történész)
Molnár Antal (Székesfehérvár, 1969. október 21. –) magyar történész, egyháztörténész.

## Életpályája
Gyermekkorát Sárosdon töltötte. Középiskolai tanulmányait a Pannonhalmi Bencés Gimnáziumban végezte, majd egy év sorkatonai szolgálat után 1989-ben kezdte meg egyetemi tanulmányait az Eötvös Loránd Tudományegyetem (ELTE) Bölcsészettudományi Karán latin–történelem szakon, az Eötvös József Collegium tagjaként. 1993/1994 folyamán egy évet Párizsban töltött az École normale supérieure diákjaként, francia kormányösztöndíjjal, 1994-ben a Paris IV – Sorbonne Egyetemen szerzett D.E.A. (MA) diplomát történelemből. 1995/1996-ban történelem és latin szakos előadóként diplomázott az ELTE-n, majd Szegeden és Párizsban doktori tanulmányokat folytatott. A Szegedi József Attila Tudományegyetemen 1999-ben irodalomtudományból, a Paris IV – Sorbonne Egyetemen 2002-ben történettudományból szerzett doktori (PhD) fokozatot. 2000 és 2004 között az ELTE-n török szakos tanulmányokat folytatott. 2007-ben szintén az ELTE-n habilitált. 1998 és 2000 között a Pázmány Péter Katolikus Egyetem Történeti Intézetének adjunktusa, 2000-től az ELTE Történeti Intézetének adjunktusa, 2009-től docense, 2023-tól egyetemi tanára. 1995 és 1996 között óraadó, 2002 és 2005 között pedig a Történész Műhely vezetője az Eötvös Collegiumban. Egyetemi munkája mellett 2005-től a MTA Történettudományi Intézetének tudományos főmunkatársa, 2010-től 2011-ig osztályvezetője. 1997-től 2011-ig a Jézus Társasága Magyarországi Rendtartománya levéltárának levéltárosa. 2011 és 2016 között a Római Magyar Akadémia igazgatója.
2016-tól ismét a MTA Bölcsészettudományi Kutatóközpont Történettudományi Intézetének tudományos főmunkatársa, majd 2019. január 1-jétől igazgatója, illetve az ELTE Történeti Intézetének docense. 2020. január 1-jétől az Eötvös Loránd Kutatói Hálózat (ELKH) részeként működő Bölcsészettudományi Kutatóközpont Történettudományi Intézet tudományos tanácsadója és igazgatója, 2021. január 1-jétől a Bölcsészettudományi Kutatóközpont főigazgató-helyettese.
2021. február 22-étől a Vatikánban működő a Történettudományok Pápai Bizottsága (Pontificio Comitato di Scienze Storiche) tagja.
A Szent István Tudományos Akadémia 2022. december 5-én választotta tagjává. 2022-től a Történettudományi Bizottság elnöke, 2023-tól pedig a Pápai Keleti Intézet vendégprofesszora.
2016-tól ismét a MTA Bölcsészettudományi Kutatóközpont Történettudományi Intézetének tudományos főmunkatársa, majd 2019. január 1-jétől igazgatója, illetve az ELTE Történeti Intézetének docense. 2020. január 1-jétől az Eötvös Loránd Kutatói Hálózat (ELKH) részeként működő Bölcsészettudományi Kutatóközpont Történettudományi Intézet tudományos tanácsadója és igazgatója, 2021. január 1-jétől a Bölcsészettudományi Kutatóközpont főigazgató-helyettese. 
2021. február 22-étől a Vatikánban működő a Történettudományok Pápai Bizottsága (Pontificio Comitato di Scienze Storiche) tagja.
Tudományos kutatásainak témája elsősorban a katolikus egyház kora újkori története, a hódolt Magyarország és a Balkán-félsziget története a 16–17. században. 18 önálló kötete (ebből négy társszerzővel, kettő angol, egy olasz, egy német és egy francia nyelven) és több mint 200 tanulmánya látott napvilágot. Kutatásainak legnagyobb eredménye, hogy sokrétűen mutatta be a magyar és nemzetközi történészszakma számára a hódolt Magyarország balkáni kapcsolatait: a boszniai ferenceseket, a szerb ortodox egyházat, a raguzai kereskedőket, illetve a szentszéki missziók szervezetének és működésének bonyolult rendszerét. Emellett a magyar kutatásban elsőként vállalkozott arra, hogy a felekezetszervezés nemzetközi modelljét egy magyarországi helyi példán, Gyöngyös és vonzáskörzete 16–17. századi egyháztörténetén keresztül alkalmazza. Ezzel jelentősen hozzájárult az európai reformációtörténet nemzetközi tanulságainak magyarországi hasznosításához. Kora újkori kutatásainak tapasztalatait kreatív módon hasznosította a jezsuita rend 20. századi történetének vizsgálata során: a szakmai kritika paradigmaváltónak értékelte Bangha Béla (1880–1940) szerzetesi életútjának részletes, korábban teljesen ismeretlen levéltári forrásanyag alapján történő feltárását és újraértelmezését. Tudományos munkáira történt hivatkozások száma meghaladja az 1600-at, ebből mintegy 300 külföldi szerzőktől származik. Munkásságának hatását jelzi a könyveiről 53 magyarországi és 42 külföldi (angol, német, olasz, belga, osztrák, bolgár, bosnyák, horvát, koszovói, montenegrói, szerb, szlovák) szakfolyóiratban megjelent ismertetés.
1993-tól kezdve számos ösztöndíjat kapott külföldi levéltári kutatásokra, több alkalommal kutatott olaszországi, horvátországi, szlovákiai, szerbiai és ausztriai levéltárakban. 2000 és 2003, illetve 2007 és 2010 között Bolyai János Kutatási Ösztöndíjat, 2003 és 2006 között Békésy György Posztdoktori Ösztöndíjat nyert el.
Aktívan részt vesz a tudományos közéletben. 2008 és 2011 között a Magyar Tudományos Akadémia Történettudományi Bizottságának titkára, 2018-tól 2022-ig alelnöke. Tagja volt a Magyar–Bolgár Akadémiai Történész Vegyesbizottságnak, illetve az OTKA Publikációs Bizottságának. Hat magyar és öt külföldi folyóirat szerkesztőbizottsági tagja, alapítója és sorozatszerkesztője a Bibliotheca Academiae Hungariae – Roma című tudományos könyvsorozatnak, amelynek hét kötete látott napvilágot a római Viella könyvkiadónál. Tudományos és kulturális szervezőmunkájának eredményeképp 2011 és 2016 között, a Római Magyar Akadémia igazgatójaként számos kulturális esemény (kb. 50 kiállítás, 100 koncert, színházi és filmes programok), illetve tudományos rendezvények (10 nemzetközi konferencia, kb. 50 könyvbemutató és kerekasztal-beszélgetés) megszervezése és megnyitása fűződik a nevéhez.

## Fő művei
- Katolikus missziók a hódolt Magyarországon I. (1572–1647). Budapest, Balassi Kiadó, 2002. 587. [Humanizmus és Reformáció 26.]
- Püspökök, barátok, parasztok. Fejezetek a szegedi ferencesek török kori történetéből. Budapest, METEM, 2003. 120. [METEM Könyvek 41.]
- A katolikus egyház a hódolt Dunántúlon. Budapest, METEM, 2003. 213. [METEM Könyvek 44.]
- Tanulmányok az alföldi katolicizmus török kori történetéhez. Budapest, METEM, 2004. 189. [METEM Könyvek 45.]
- Mezőváros és katolicizmus. Katolikus egyház az egri püspökség hódoltsági területein a 17. században. Budapest, METEM, 2005. 322. [METEM Könyvek 49.]
- A bátai apátság és népei a török korban. Budapest, METEM, 2006. 172. [METEM Könyvek 56.] (2. kiadás /változatlan utánnyomás/: 2008.)
- Le Saint-Siège, Raguse et les missions catholiques de la Hongrie Ottomane 1572–1647. Rome–Budapest, Római Magyar Akadémia, 2007. 431. [Bibliotheca Academiae Hungariae – Roma. Studia I.]
- Elfelejtett végvidék. Tanulmányok a hódoltsági katolikus művelődés történetéből. Budapest, Balassi Kiadó, 2008. 280. [Régi Magyar Könyvtár. Tanulmányok 9.]
- Lehetetlen küldetés? Jezsuiták Erdélyben és Felső-Magyarországon a 16–17. században. Budapest, L’Harmattan, 2009. 286. [TDI Könyvek 8.]
- Egy raguzai kereskedőtársaság a hódolt Budán. Scipione Bona és Marino Bucchia vállalkozásának története és dokumentumai (1573–1595). Eine Handelsgesellschaft aus Ragusa im osmanischen Ofen. Geschichte und Dokumente der Gesellschaft von Scipione Bona und Marino Bucchia (1573–1595). Budapest, Budapest Főváros Levéltára, 2009. 433. [Források Budapest Közép- és Kora Újkori Történetéhez 2. Quellen zur Budapester Geschichte im Mittelalter und in der Frühen Neuzeit 2.]
- Bangha Béla SJ emlékezete. Budapest, Távlatok, 2010. 400. [Társszerző: Szabó Ferenc.]
- A zágrábi püspökség és a magyarországi katolikus egyház a 17. században. Budapest, 2012. 115. [METEM Könyvek 77.]
- Kalmárok és káplánok az Oszmán Birodalomban. Források és tanulmányok a balkáni és hódoltsági katolicizmus történetéhez. Budapest, METEM, 2013. 320. [METEM Könyvek 80.]
- A Falconieri-palota, Róma. Budapest, Balassi Intézet–Balassi Kiadó, 2016. 212 (dvd melléklettel) [Társszerző: Tóth Tamás]
- Palazzo Falconieri, Roma. Budapest, Balassi Intézet–Balassi Kiadó, 2016. 212 (dvd melléklettel). [Társszerző: Tóth Tamás]
- The Falconieri Palace in Rome. Budapest, Balassi Intézet–Balassi Kiadó, 2016. 212 (dvd melléklettel). [Társszerző: Tóth Tamás]
- Chiese e nationes a Roma: dalla Scandinavia ai Balcani. Secoli XV–XVIII. A cura di Molnár, Antal–Pizzorusso, Giovanni–Sanfilippo, Matteo. Roma, Viella, 2017. [Biblioteca Academiae Hungariae – Roma. Studia, 6.]
- Confessionalization on the Frontier. The Balkan Catholics between Roman Reform and Ottoman Reality. Roma, Viella, 2019. [Interadria. Culture dell’Adriatico, 22.] 268.
- Magyar hódoltság, horvát hódoltság. Magyar és horvát katolikus egyházi intézmények az oszmán uralom alatt. Budapest, BTK Történettudományi Intézet, 2019. [Magyar Történelmi Emlékek. Értekezések]
- Die Formelsammlungen der Franziskaner-Observanten in Ungarn (ca. 1451-1554). Roma, Frati Editori di Quaracchi, 2022. [Analecta Franciscana XIX]. XLIX + 773.
- Zagrebačka biskupija i osmanska Slavonija u 17. stoljeću. Uloga Katoličke crkve u teritorijalnoj integraciji kontinentalne Hrvatske. Zagreb, Hrvatski institut za povijest, 2022 [Biblioteka hrvatska povjesnica. Monografije i studije III/98]. 225.
- Le relazioni „ad limina” dei vescovi di Cattaro alla Santa Sede (1592-1708). Izvještaji „ad limina” kotorskih biskupa Svetoj Stolici (1592-1708). Podgorica, Univerzitet Crne Gore, 2022 [2023]. [Documenta Vaticana historiam Montis Nigri spectantia I.] 419.
- Zsinatok háborújától a pannon illírizmusig. A magyar-horvát viszony újrafogalmazása a zágrábi zsinaton és Zaicz János pálos szerzetes emlékiratában (1634-1635). Budapest, 2023. [Irodalomtörténeti Füzetek 188.] 223.
- Magyar kutatások a Vatikánban a moldvai magyarság történetéről. Budapest, METEM, 2024. 119.

## Díjai, elismerései
- 2002: Klaniczay-díj
- 2003: Palládium díj
- 2004: Talentum Akadémiai Díj
- 2006: Szakály Ferenc-díj
- 2011: Mestertanár Aranyérem
- 2011: Premio „San Giacomo della Marca”
- 2019: Premio Roma 2019
- 2023: Akadémiai Díj[5]
- 2024: A Magyar Érdemrend tisztikeresztje[6]